# Unidos do Aero Rancho
Grêmio Recreativo Escola de Samba Unidos do Aero Rancho é uma escola de samba do Campo Grande, capital do Mato Grosso do Sul.
Foi criada em 1991, e desde 2001 participa dos desfiles oficiais. Foi duas vezes campeã do grupo de acesso, sendo sido mais uma vez rebaixada em 2009, quando apresentou o enredo  Desde então, encontra-se na segunda divisão do Carnaval.
Em 2010, desfilou com 250 componentes e dois carros alegóricos, apresentando o enredo "Os imortais e a Arcádia brasileira", sobre a literatura do Mato Grosso do Sul.
No ano seguinte, apresentou o enredo "Rastros de um Boêmio"
Em 2012 a escola levou para a avenida o enredo, '"De janeiro a janeiro. Faço festa o ano inteiro".
No ano de 2013 venceu o grupo de acesso com o enredo "Os Segredos e a Mágia do número 7" e garantiu o direito de estar no grupo especial em 2014.

## Títulos
- Campeã do Grupo de Acesso: 2008, 2010, 2013